# Luctor et Emergo (geloofsgemeenschap)

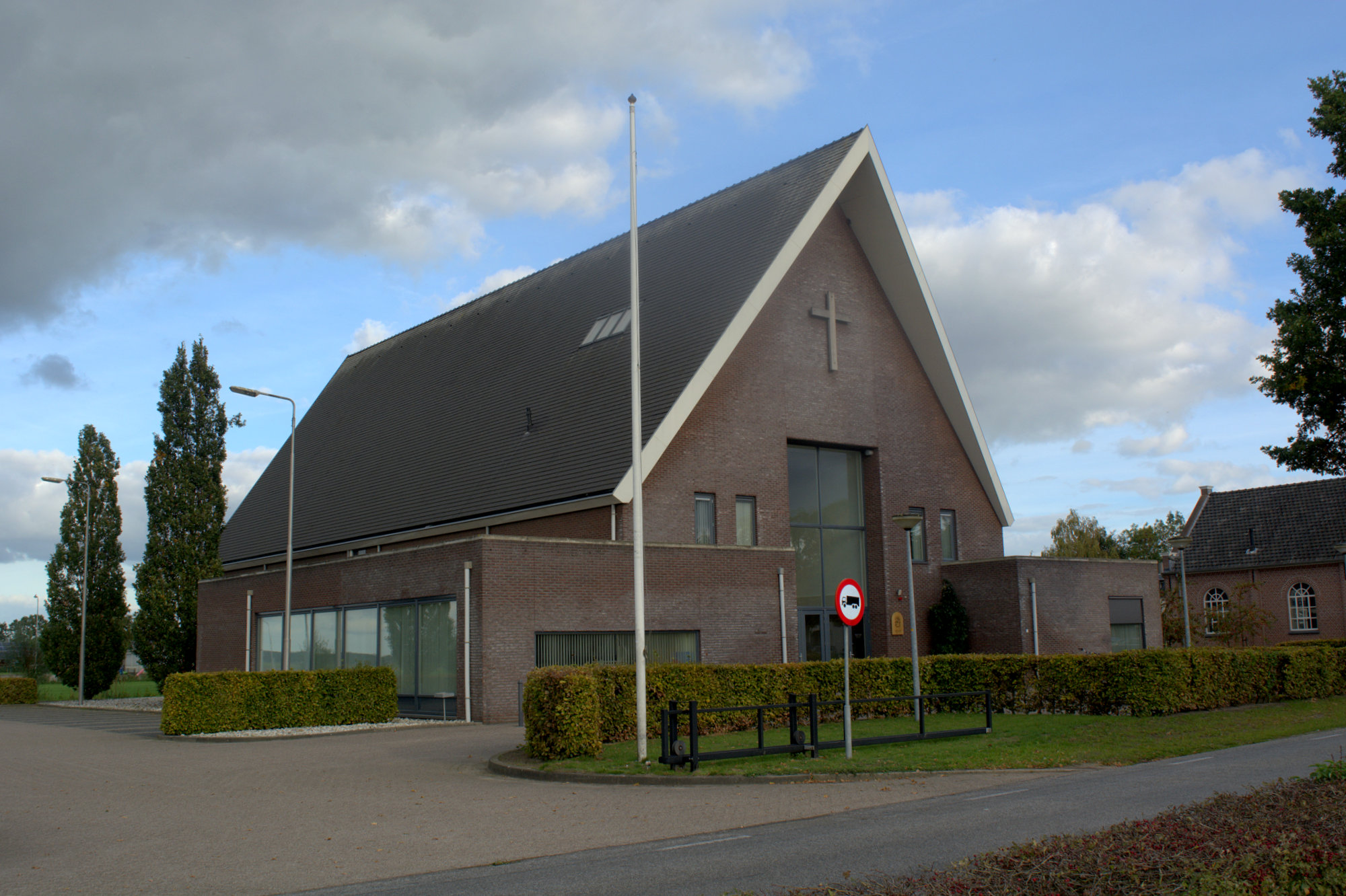
Gebouw Luctor et Emergo, Oldebroek

Luctor et Emergo is een christelijke geloofsgemeenschap in de Gelderse gemeenten Oldebroek en Elburg.

## Geschiedenis
Nadat Abraham Kuyper in 1834 en 1836 de Doleantie had ontketend, waren er vooral in Oldebroek dominees die onderlinge samenkomsten stimuleerden. 
In 1870 werd dominee Louis Henri Antoine Bähler benoemd in Oosterwolde. Deze man uit een Zwitsers predikantengeslacht bleek geen doorsnee orthodoxe dominee te zijn. Hij bezocht opwekkingsbijeenkomsten in Brighton en bracht het geestelijke enthousiasme dat hij daar opdeed over aan zijn gemeenteleden. Een deel was het daar niet mee eens, maar een ander deel ging ermee door in huiskringen.
Nadat Bähler in 1880 vertrok uit Oosterwolde werd in 1893 de vereniging 'Luctor et Emergo' opgericht. Er werd een eenvoudig 'lokaal' gebouwd voor eigen samenkomsten. Bähler bleef de geestelijk leidsman, maar de samenkomsten werden verzorgd door een verzameling van landbouwers, bouwvakkers en anderen. In deze beginjaren hadden de pinksterkerk en het Leger des Heils een grote invloed op Luctor.
In 1930 leidde het geschil kinder- of volwassenendoop voor een scheuring, waaruit de Vrije Evangelische Gemeente Oldebroek voortvloeide. In Luctor bleef ongeveer de helft van de bezoekers over.

## Gebouw

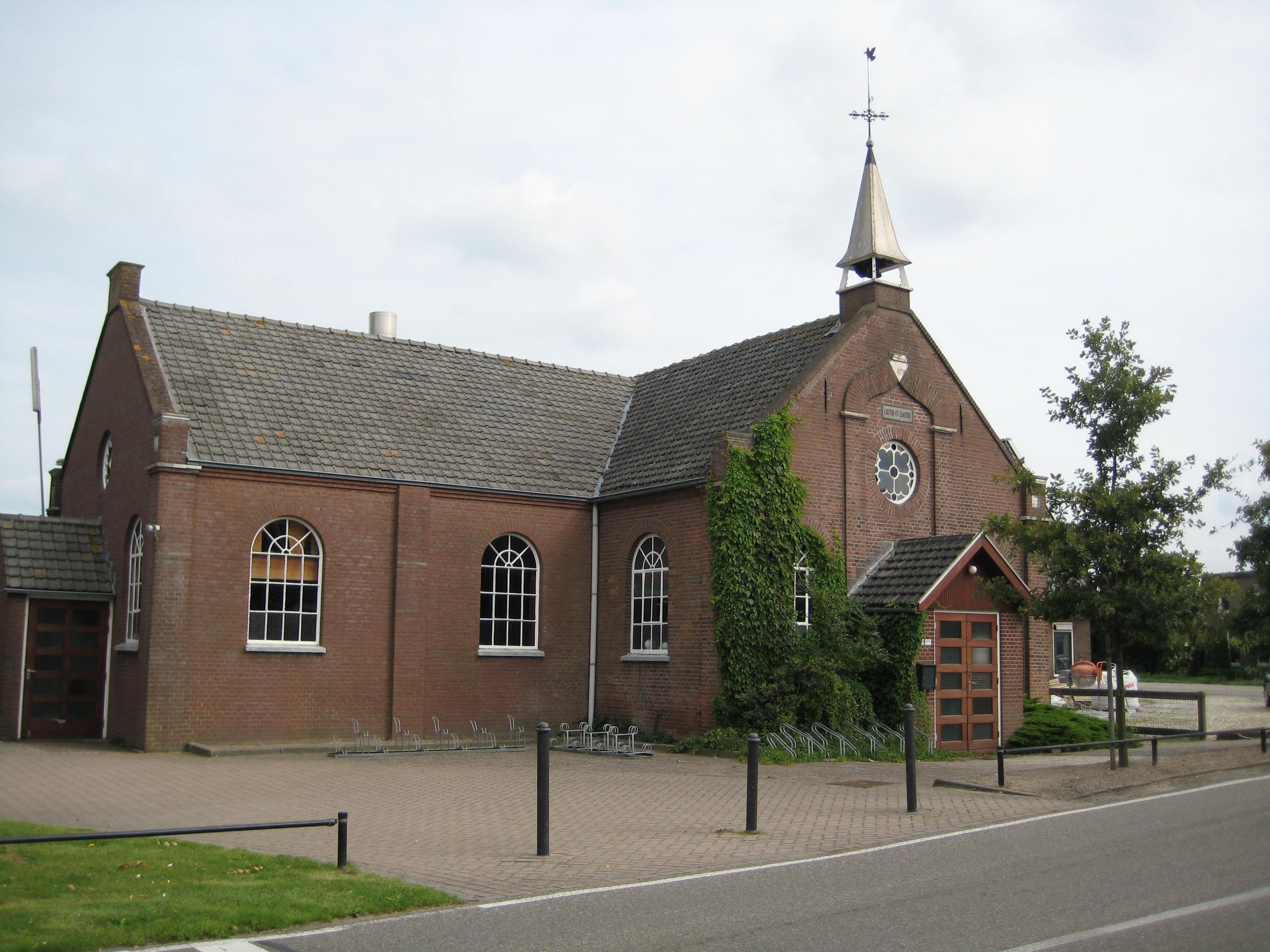
Gebouw Luctor et Emergo in gebruik tot 2005

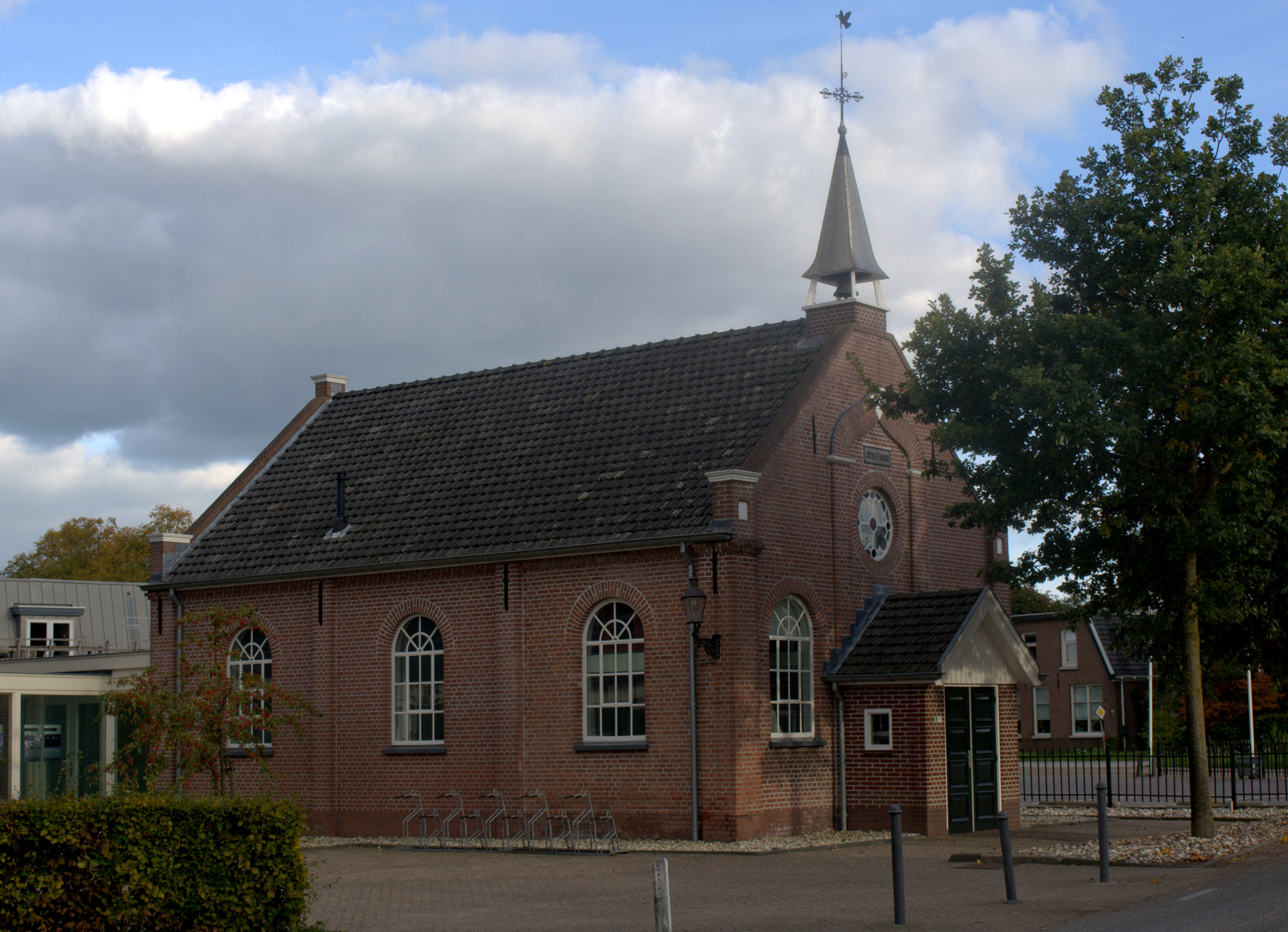
Oude gebouw, in originele staat hersteld

Na de Tweede Wereldoorlog groeide de gemeente zo snel dat verbouw noodzakelijk was. In 1979 resulteerde dit in een nieuwe zijvleugel. Echter de gemeente bleef groeien waarna een nieuw te bouwen kerk in 2005 voltooid werd. Het oude gebouw bleek een monument en werd in oorspronkelijke staat hersteld.

## Dependance
Sinds 1997 werden er in het gemeenschapscentrum 'Het Huiken' in Elburg samenkomsten gehouden om in Oldebroek de nieuwbouw voor te bereiden. Nadat de nieuwbouw voltooid werd bleek echter dat het nieuwe gebouw de bezoekers van het inmiddels gegroeide 'Luctor Elburg' niet kon herbergen, waarna deze samenkomsten bleven.

## Bestuur
Luctor et Emergo kent geen dominees, maar alleen voorgangers en broeders. Omdat Luctor een vereniging is heeft het een bestuur en een ledenvergadering. Daarnaast zijn er ook ouderlingen en diakenen.

## Verenigingsleven
Naast de samenkomsten zijn er veel activiteiten, zoals Bijbelstudies, bidstonden, kringen, koren, tiener- en jeugdgroepen, een vrouwenvereniging en interkerkelijk ouderenwerk.